# Ла-Мотт (Айова)
Ла-Мотт (англ. La Motte) — місто (англ. city) в США, в окрузі Джексон штату Айова. Населення — 237 осіб (2020).

## Географія
Ла-Мотт розташована за координатами 42°17′45″ пн. ш. 90°37′24″ зх. д. / 42.29583° пн. ш. 90.62333° зх. д. (42.295734, -90.623429).  За даними Бюро перепису населення США в 2010 році місто мало площу 1,18 км², уся площа — суходіл.

## Демографія
Згідно з переписом 2010 року, у місті мешкало 260 осіб у 106 домогосподарствах у складі 80 родин. Густота населення становила 220 осіб/км².  Було 109 помешкань (92/км²).
Расовий склад населення:
| - 96,2 % — білих |

До двох чи більше рас належало 3,8 %. Частка іспаномовних становила 0,0 % від усіх жителів.
За віковим діапазоном населення розподілялося таким чином: 24,6 % — особи молодші 18 років, 60,4 % — особи у віці 18—64 років, 15,0 % — особи у віці 65 років та старші. Медіана віку мешканця становила 40,0 року. На 100 осіб жіночої статі у місті припадало 106,3 чоловіків;  на 100 жінок у віці від 18 років та старших — 98,0 чоловіків також старших 18 років.
Середній дохід на одне домашнє господарство  становив 62 700 доларів США (медіана — 57 500), а середній дохід на одну сім'ю — 69 568 доларів (медіана — 68 750). Медіана доходів становила 42 813 долари для чоловіків та 33 750 доларів для жінок. За межею бідності перебувало 7,9 % осіб, у тому числі 14,9 % дітей у віці до 18 років та 6,3 % осіб у віці 65 років та старших.
Цивільне працевлаштоване населення становило 120 осіб. Основні галузі зайнятості: виробництво — 21,7 %, освіта, охорона здоров'я та соціальна допомога — 19,2 %, роздрібна торгівля — 10,0 %, будівництво — 9,2 %.